# Charlene Morett

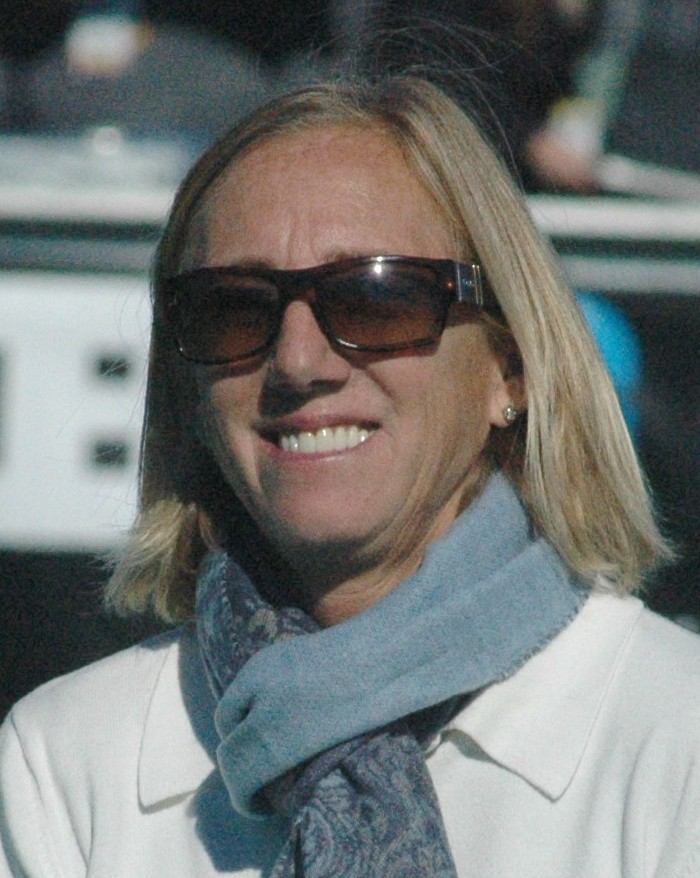
Charlene Morett (2011)

Charlene „Char“ Frances Morett (* 5. Dezember 1957 in Darby, Pennsylvania) ist eine ehemalige Hockey-Spielerin aus den Vereinigten Staaten. Sie gewann 1984 eine olympische Bronzemedaille.

## Leben
Charlene Morett studierte an der Pennsylvania State University und war dort sowohl im Hockey als auch im Lacrosse aktiv. In beiden Sportarten wurde sie Nationalspielerin. Im Hockey verpasste sie die Teilnahme an den Olympischen Spielen 1980 wegen des Olympiaboykotts. Bei der Weltmeisterschaft 1983 belegte sie mit dem US-Team den sechsten Platz.
1984 war Morett Mitglied der Damen-Hockeynationalmannschaft der Vereinigten Staaten bei den Olympischen Spielen 1984 in Los Angeles. Dort trafen in der Gruppenphase alle sechs teilnehmenden Teams aufeinander. Es siegten die Niederländerinnen vor den Deutschen. Dahinter lagen die Mannschaft der Vereinigten Staaten, die Australierinnen und die Kanadierinnen punktgleich. Während die Kanadierinnen ein negatives Torverhältnis hatten, lagen auch hier das US-Team und die Australierinnen gleichauf. Die beiden Teams trugen deshalb 15 Minuten nach dem Ende des letzten Spiels ein Siebenmeterschießen um die Bronzemedaille aus, das die Amerikanerinnen mit 10:5 gewannen. Morett wirkte in allen Spielen mit, beim abschließenden Siebenmeterschießen gehörte sie nicht zu den fünf Schützinnen.
Charlene Morett arbeitete nach ihrer Graduierung als Trainerassistentin an der Old Dominion University. 1984 wechselte sie ans Boston College. Ab 1987 war sie Cheftrainerin an der Pennsylvania State University. In den nächsten Jahrzehnten erreichte sie mit ihren Mannschaften 22-mal das Finalturnier der College-Meisterschaft und zweimal das Finale.